# Phyllachora musae
Phyllachora musae är en svampart som först beskrevs av Johann Friedrich Klotzsch, och fick sitt nu gällande namn av Pier Andrea Saccardo 1883. Phyllachora musae ingår i släktet Phyllachora och familjen Phyllachoraceae.   Inga underarter finns listade i Catalogue of Life.